# Jean-Baptiste Faure
Jean-Baptiste Faure, född 15 januari 1830 i Moulins i Auvergne-Rhône-Alpes, död 9 november 1914 i Paris, var en fransk operasångare (baryton), kompositör och konstsamlare.